# ジャングル・ポップ
ジャングル・ポップ（英語: Jangle pop）は、ギターのジャングル（jangle）な音と1960年代のポップ・ミュージック的なメロディーを強調する、ポップ・ロックやカレッジ・ロックのサブジャンルである。

## 背景
この単語はボブ・ディランの「ミスター・タンブリン・マン」の歌詞に由来し、バーズが1965年に発表したカバー・バージョンは、このジャンルの代表的な作品とみなされている。1960年代以降、ジャングル・ポップはパワー・ポップ、サイケデリック・ミュージック、ニュー・ウェイヴ、ポスト・パンク、インディー・ロック、Lo-Fiといった様々なジャンルとクロスオーバーしてきた。
1980年代、初期のインディー・ロックの代表的なバンドであるR.E.M.、ザ・チルズ、ザ・クリーン、The dB's、the Verlaines、 10,000マニアックス、ザ・ウェディング・プレゼント、ザ・スミスらはジャングル・ポップのグループであった。1980年代の初期から中期頃、「ジャングル・ポップ」という用語は、1960年代の"jangly"な演奏の音を思い起こさせる、アメリカのポストパンクムーブメントを指すものとして登場した。1983年から1987年頃、「ジャングル・ポップ」という表現はR.E.M.やレッツ・アクティブといったバンドや、 サイケデリック・ミュージックの影響を取り込んだサブジャンルであるペイズリー・アンダーグラウンドを指す用語として使われた。

## 語源
「ジャングル・ポップ」という用語は1960年代には使われておらず、 1980年代に一般的となった。ボブ・ディランの「ミスター・タンブリン・マン」の歌詞にある"In the jingle jangle morning, I'll come following you"の箇所を参照している。リッケンバッカーの12弦ギターに代表される、高音域のチャイムのような音が一つの特徴である。

## 歴史
エヴァリー・ブラザーズとサーチャーズ は1950年代の後期から1960年代の中期に、「夢を見るだけ」 (1958)、 「ピンと針」 (1964)といった作品でジャングル・ポップの基礎を築いた 。その後の多くのバンドはバーズから多大な影響を受けているが、それらすべてのバンドがバーズと同様にフォークロックのような音楽であるという訳ではない。それから1970年代にかけて、ジャングル・ポップはパワー・ポップバンドのラズベリーズ、パワー・ポップとジャングル・ポップの境界線を曖昧にしたビッグ・スター、またサイモン&ガーファンクルのようなフォークロックのアーティストなどに見られるように、様々な他のサブジャンルとクロスオーバーした。
ニュージーランドで起こったダニーデン・サウンドはジャングル・ポップにおける一つの重要なシーンである。ザ・チルズ、ザ・クリーン、the Verlaines、the Batsといったバンドは1970年代のオルタナティヴ・ロックとポストパンクをジャングル・ポップと融合させ、このシーンはすぐにオークランドなど他のニュージーランドの都市に広まった。
1980年代の初め、ポストパンクとニュー・ウェイヴは1960年代から1970年代の先駆的なジャングル・ポップグループから影響を受けた。1979年、ジョージア州のアセンズでPylonがデビューし、アセンズの音楽シーンに影響を与えた。オールミュージックは現代のジャングル・ポップを「ポップに基づく形式である」が、メインストリームではなく、歌詞はしばしば「故意に難解」で、その音はDIYで製作された「生で素人っぽい」ものである、としている。
1983年から1987年頃、"R.E.M. やレッツ・アクティブといった南部のポップバンド"やカリフォルニアで始まったペイズリー・アンダーグラウンドと呼ばれるサブジャンルはサイケデリック・ミュージックの影響を取り込んだ。Blogcriticsの記事では、R.E.M.を除けば、「アメリカで大きなセールスを獲得した、それ以外で唯一のジャングル・ポップのバンドはロサンゼルスのバングルスである。『マニック・マンデー』などのヒットソングがよく知られているが、最初のアルバムとEPはオーガニックで、バーズやビッグ・スターのようなジャングル・ポップに、サイケデリアの味付けがされている」と指摘されている。
ジャングル・ポップは、1980年代初めのカレッジ・ロックに影響を与えた。 テキサス州のオースティンでは、「新しい誠実さ（New Sincerity）」という用語がThe Reivers、Wild Seeds、True Believersといったバンドに対して使われた。
1990年代に入ると、グランジの登場とともに、ジャングル・ポップの人気は衰退し始めた。R.E.M.が「モンスター」(1994)でジャングル・ポップからグランジに向かったことからも、そのことは見て取れる  。しかしグランジバンドの中でも、アリス・イン・チェインズの『アナザー・サイド・オブ・アリス』 (1994)  （特に「ノー・エクスキューズ」）やストーン・テンプル・パイロッツの「Tiny Music... Songs from the Vatican Gift Shop」(1996)といったジャングル・ポップの要素を取り込んだ作品も存在する。

## 主なジャングル・ポップ・バンド
- 10,000マニアックス（英語版）[7]
- 54-40（英語版）[21]
- Alvvays[22]
- アズテック・カメラ[23][24]
- ベアネイキッド・レディース[25][26]
- ビッグ・ディッパー（英語版）[27]
- ビッグ・スター[28]
- ザ・チルズ（英語版）[29]
- ザ・クリーン（英語版）[30]
- ザ・コネルズ（英語版）[31]
- The dB's（英語版）[32]
- The Feelies（英語版）[33]
- フェルト[34]
- Game Theory（英語版）[35]
- ジン・ブロッサムズ[36]
- The Go-Betweens（英語版）[37]
- Guster（英語版）[38]
- Her's（英語版）[39]
- The Hummingbirds（英語版）[40]
- Kiwi Jr.（英語版）[41]
- レッツ・アクティブ（英語版）[42]
- The Lowest of the Low（英語版）[43]
- モリッシー
- McCarthy（英語版）[44]
- Pylon（英語版）[45]
- リアル・エステート[46]
- R.E.M.[47]
- Rolling Blackouts Coastal Fever（英語版）[48]
- The Refreshments（英語版）[5][49]
- ザ・スミス[47]
- ティーンエイジ・ファンクラブ[50]